# Human (Lenny Kravitz)
Human è un singolo di Lenny Kravitz, pubblicato il 22 marzo 2024 come quarto estratto dall'album in studio Blue Electric Light.

## Video musicale
Il video musicale del brano è stato pubblicato il 5 aprile 2024, diretto da Joseph Kahn.

## Tracce
1. Human (Album Version) – 4:28
2. Human (Radio Edit) – 3:31